# Ligueil
Ligueil est une commune française située dans le département d'Indre-et-Loire, en région Centre-Val de Loire.

## Géographie

### Situation
Ligueil est située dans le département d'Indre-et-Loire, à 45 km au sud de Tours et à proximité de la Vienne et de l'Indre. Poitiers est à 70 km au sud-ouest et Paris à 270 km au nord-est.
Ligueil est desservie par la route départementale 50 venant de Tours et la route départementale 31 venant d'Amboise et Loches. L'autoroute A 10 est à 20 minutes par Sainte-Maure-de-Touraine, à 40 minutes par Tours et à 50 minutes par Amboise.
| La Chapelle-Blanche-Saint-Martin |         | Vou             |
| Civray-sur-Esves                 | Ligueil | Ciran           |
| Cussay                           | Paulmy  | Ferrière-Larçon |

### Hydrographie

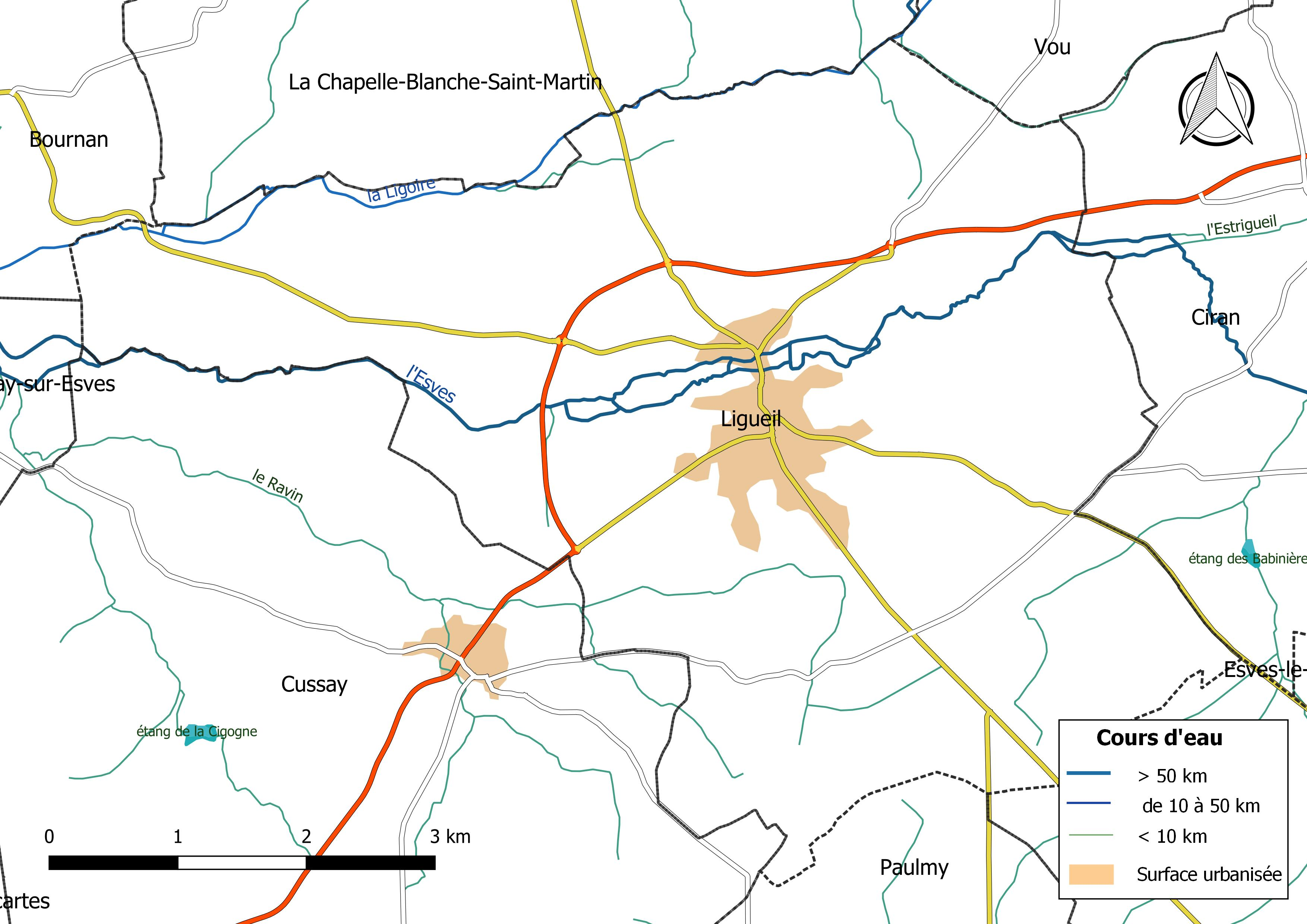
Réseau hydrographique de Ligueil.

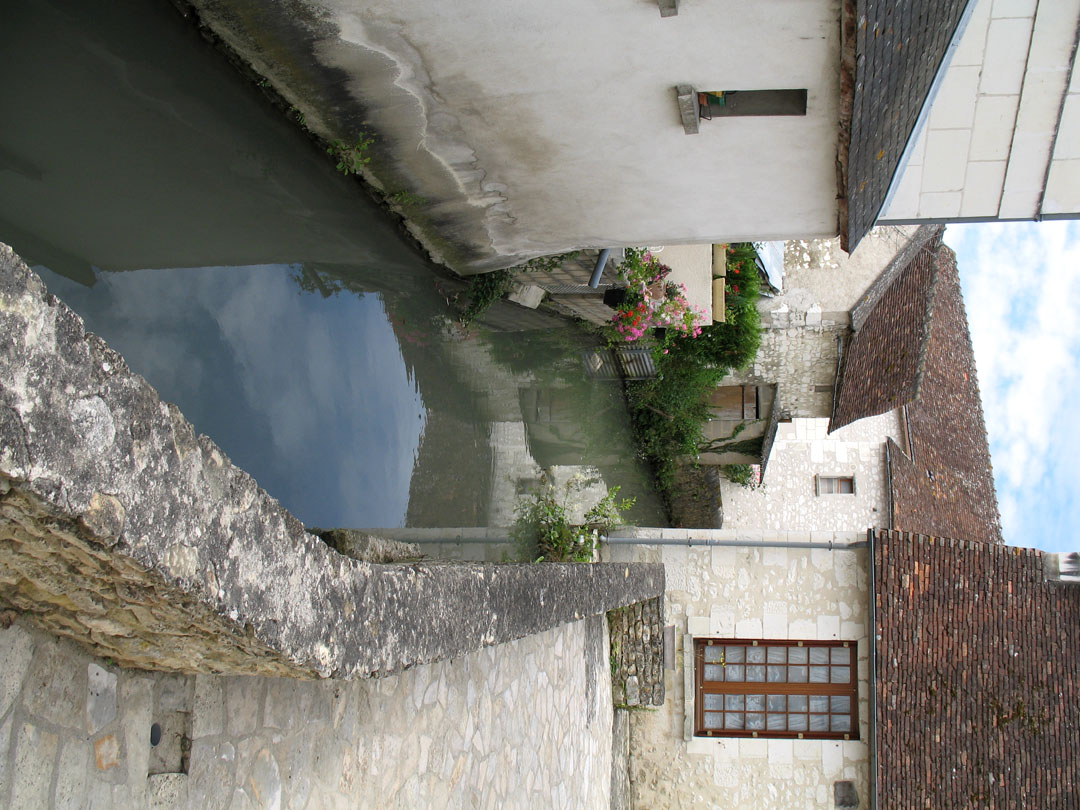
L'Esves.

Le réseau hydrographique communal, d'une longueur totale de 29,6 km, comprend deux cours d'eau notables, l'Esves (7,461 km) et la Ligoire (5,11 km), et divers petits cours d'eau pour certains temporaires,.
L'Esves, d'une longueur totale de 39,3 km, prend sa source à 135 m d'altitude à Betz-le-Château. et se jette dans la Creuse à Descartes, à 44 mètres d'altitude, après avoir traversé 12 communes.
Sur le plan piscicole, l'Esves est classée en deuxième catégorie piscicole. Le groupe biologique dominant est constitué essentiellement de poissons blancs (cyprinidés) et de carnassiers (brochet, sandre et perche).
La Ligoire, d'une longueur totale de 20,9 km, prend sa source dans la commune de Varennes et se jette dans l'Esves à Sepmes, après avoir traversé 8 communes.
Sur le plan piscicole, la Ligoire est également classée en deuxième catégorie piscicole.
Deux zones humides ont été répertoriées sur la commune par la direction départementale des territoires (DDT) et le conseil départemental d'Indre-et-Loire : « la vallée de l'Esves aux Grands Foulons » et « la vallée de l'Esves aux Prés Challes »,.

### Climat
Pour des articles plus généraux, voir Climat du Centre-Val de Loire et Climat d'Indre-et-Loire.
En 2010, le climat de la commune est de type climat océanique dégradé des plaines du Centre et du Nord, selon une étude du CNRS s'appuyant sur une série de données couvrant la période 1971-2000. En 2020, Météo-France publie une typologie des climats de la France métropolitaine dans laquelle la commune est exposée à un climat océanique altéré et est dans une zone de transition entre les régions climatiques « Moyenne vallée de la Loire » et « Centre et contreforts nord du Massif Central ».
Pour la période 1971-2000, la température annuelle moyenne est de 11,4 °C, avec une amplitude thermique annuelle de 15 °C. Le cumul annuel moyen de précipitations est de 691 mm, avec 10,9 jours de précipitations en janvier et 6,8 jours en juillet. Pour la période 1991-2020, la température moyenne annuelle observée sur la station météorologique de Météo-France la plus proche, sur la commune de Ferrière-Larçon à 7 km à vol d'oiseau, est de 12,2 °C et le cumul annuel moyen de précipitations est de 709,6 mm,. Pour l'avenir, les paramètres climatiques de la commune estimés pour 2050 selon différents scénarios d'émission de gaz à effet de serre sont consultables sur un site dédié publié par Météo-France en novembre 2022.

## Urbanisme

### Typologie
Au 1er janvier 2024, Ligueil est catégorisée bourg rural, selon la nouvelle grille communale de densité à sept niveaux définie par l'Insee en 2022.
Elle est située hors unité urbaine et hors attraction des villes,.

### Occupation des sols
L'occupation des sols de la commune, telle qu'elle ressort de la base de données européenne d’occupation biophysique des sols Corine Land Cover (CLC), est marquée par l'importance des territoires agricoles (90,8 % en 2018), une proportion sensiblement équivalente à celle de 1990 (91,5 %). La répartition détaillée en 2018 est la suivante : 
terres arables (81,5 %), prairies (4,9 %), zones urbanisées (4,6 %), forêts (4,6 %), zones agricoles hétérogènes (4,4 %). L'évolution de l’occupation des sols de la commune et de ses infrastructures peut être observée sur les différentes représentations cartographiques du territoire : la carte de Cassini (XVIIIe siècle), la carte d'état-major (1820-1866) et les cartes ou photos aériennes de l'IGN pour la période actuelle (1950 à aujourd'hui).

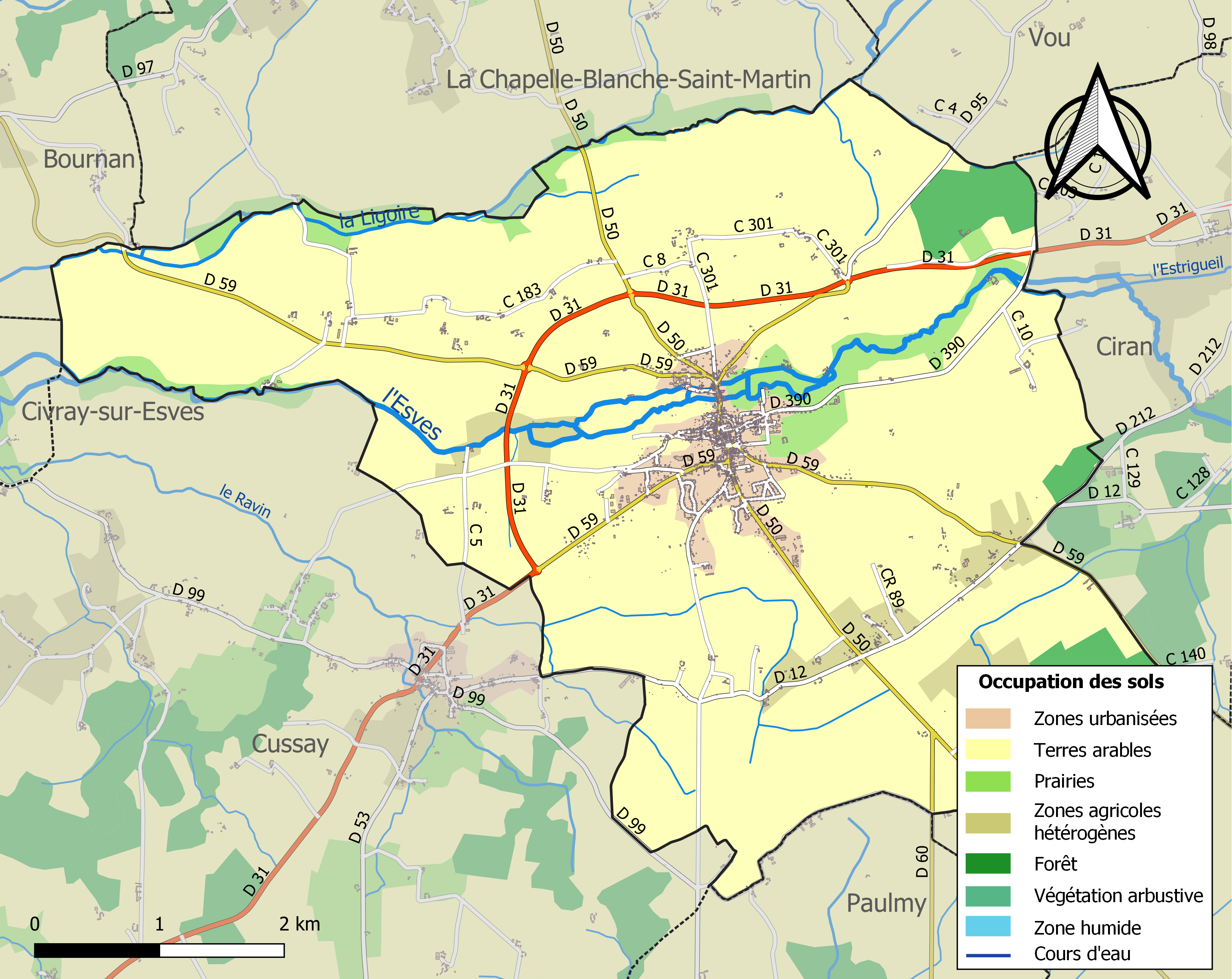
Carte des infrastructures et de l'occupation des sols de la commune en 2018 (CLC).

### Risques majeurs
Le territoire de la commune de Ligueil est vulnérable à différents aléas naturels : météorologiques (tempête, orage, neige, grand froid, canicule ou sécheresse) et séisme (sismicité faible). Un site publié par le BRGM permet d'évaluer simplement et rapidement les risques d'un bien localisé soit par son adresse soit par le numéro de sa parcelle.

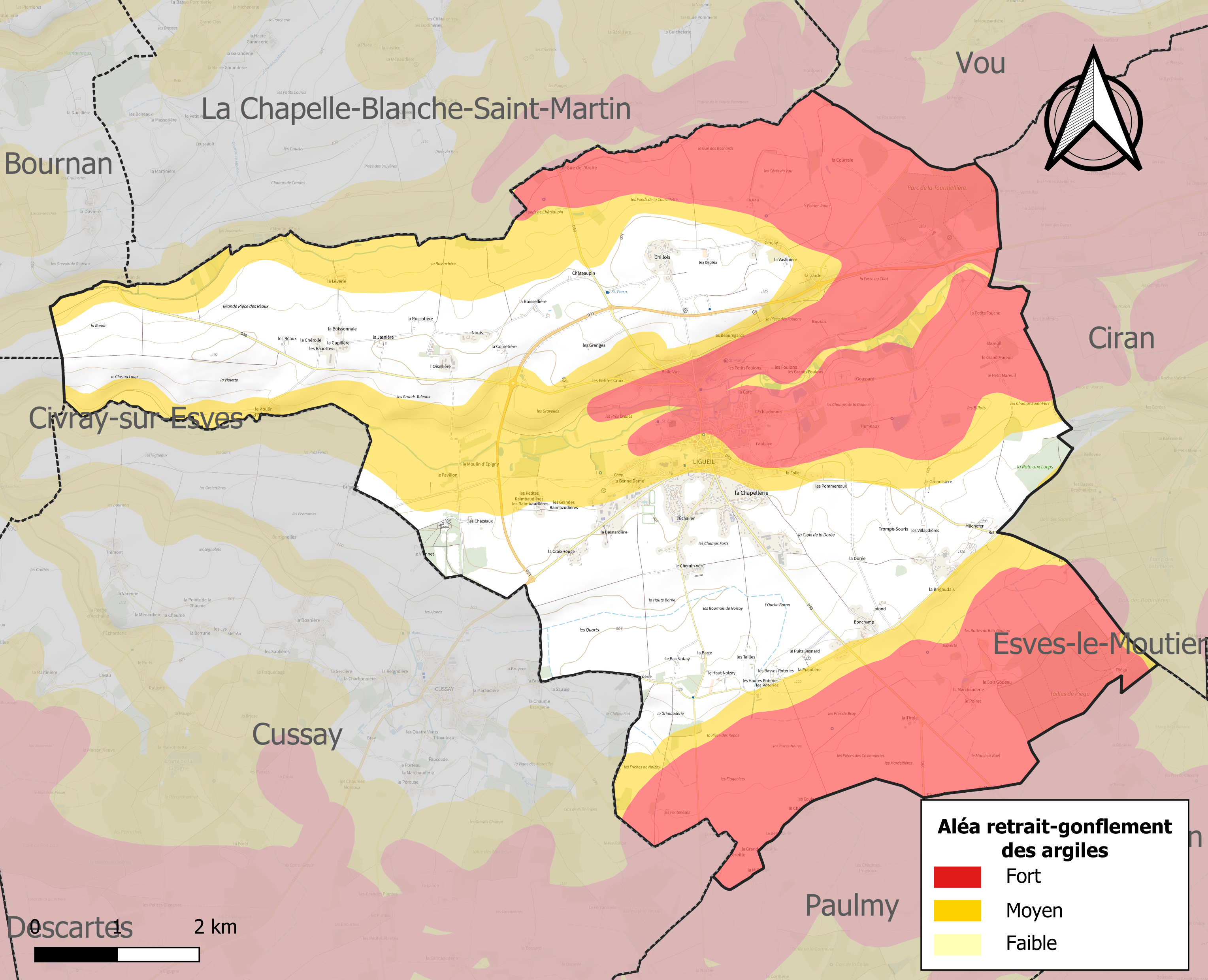
Carte des zones d'aléa retrait-gonflement des sols argileux de Ligueil.

Le retrait-gonflement des sols argileux est susceptible d'engendrer des dommages importants aux bâtiments en cas d’alternance de périodes de sécheresse et de pluie. 61,6 % de la superficie communale est en aléa moyen ou fort (90,2 % au niveau départemental et 48,5 % au niveau national). Sur les 1 059 bâtiments dénombrés sur la commune en 2019, 618 sont en aléa moyen ou fort, soit 58 %, à comparer aux 91 % au niveau départemental et 54 % au niveau national. Une cartographie de l'exposition du territoire national au retrait gonflement des sols argileux est disponible sur le site du BRGM,.
Concernant les mouvements de terrains, la commune a été reconnue en état de catastrophe naturelle au titre des dommages causés par la sécheresse en 1989, 1990, 1992, 1993, 1997, 2003, 2018 et 2019 et par des mouvements de terrain en 1999.

## Histoire
Le nom de Ligueil apparaît pour la première fois en 775, sous la formule de Liggogalus.
Ligueil abrita de Septembre 1939 à Juin 1940 La direction de la Propriété Intellectuelle.

### Les martyrs de Ligueil d’août 1944

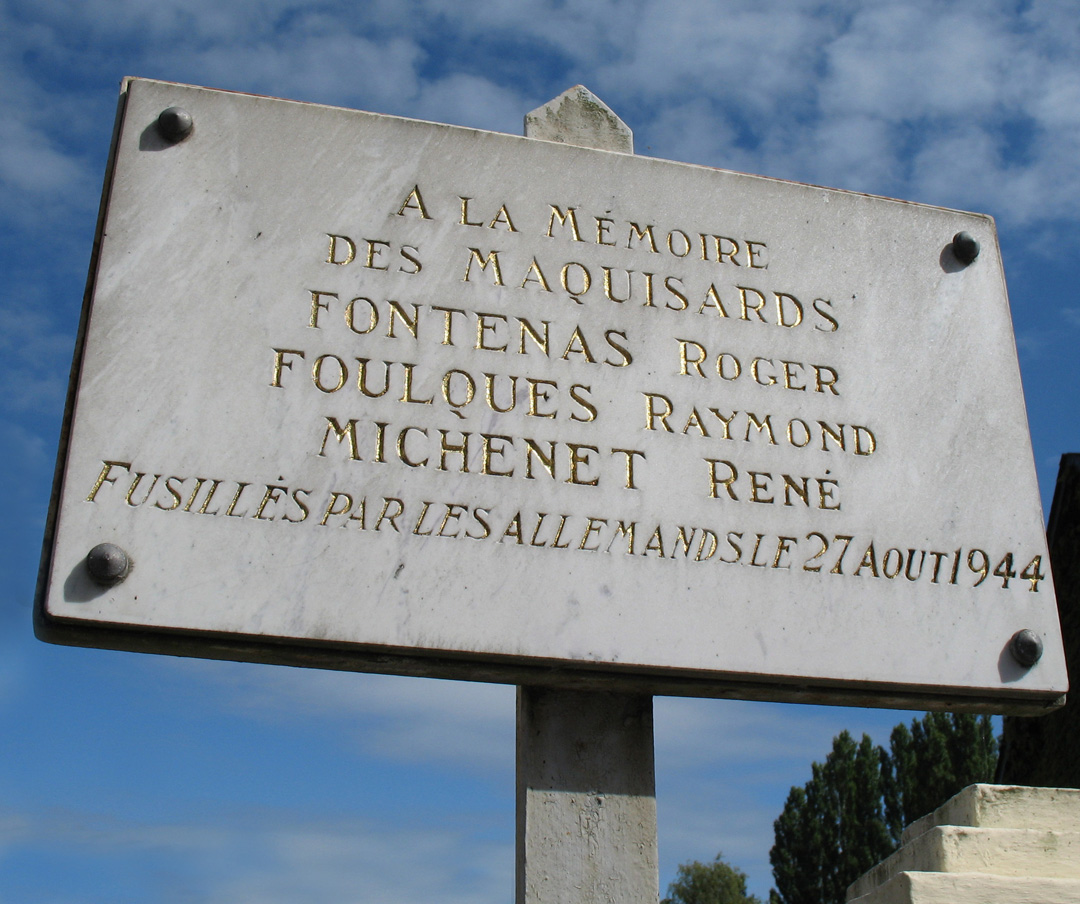
Plaque à la mémoire des maquisards fusillés le 27 août 1944.

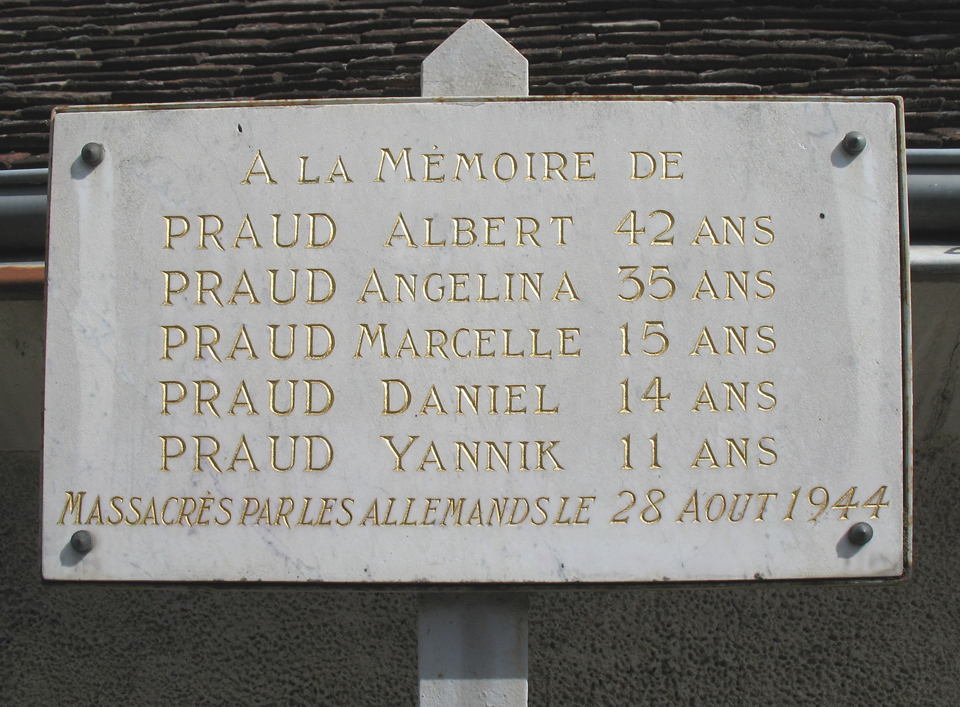
Plaque à la mémoire de la famille Praud, fusillée le 28 août 1944.

Le 27 août 1944, l’armée allemande fusille trois maquisards faits prisonniers : Roger Fontenas, Raymond Foulques et René Michenet. Le lendemain, elle décime la famille Praud : le père, Albert Praud, 42 ans, maquisard arrêté la veille, son épouse Angelina Praud, 35 ans, la fille Marcelle, 15 ans, les fils Daniel, 14 ans et Yannik, 11 ans. Angelina Praud était originaire de Maillé, un autre village de la région, devenu martyr après le massacre de ses habitants le 25 août. On trouve deux plaques commémoratives de ces exécutions sur l’avenue des Martyrs à Ligueil sur la route de Cussay.
Le 20 août 1944, des soldats allemands fuyant vers l'est ont pris en otage à Ligueil trois personnes membres de la Croix Rouge : Aimé Papillault, Albert Bertrand et Jean Poulin pour protéger leur fuite. Ils ont été accrochés par le maquis au lieu-dit « la Blanchardière », en bordure d'un petit bois, sur la route de Loches. Les trois otages ont été tués.
Par ailleurs un monument est dédié aux combattants du maquis Épernon formant le 32e régiment d'infanterie.

## Politique et administration

### Liste des maires
| Période   | Période   | Identité           | Étiquette      | Qualité                                           |
| --------- | --------- | ------------------ | -------------- | ------------------------------------------------- |
| mars 1947 | mars 1977 | Maurice Joubert    | Sans étiquette |                                                   |
| mars 1977 | mars 1989 | Michel Guignaudeau | PRG            | Enseignant Conseiller général (1979-1992)         |
| mars 1989 | mars 2001 | Jacques Raymond    | SE             | Géomètre expert                                   |
| mars 2001 | mars 2008 | Michel Giraudeau   | DVD puis PCD   | Directeur d'un CAT Conseiller général (1992-2011) |
| mars 2008 | mars 2014 | Christian Grellet  | PS             | Agriculteur                                       |
| mars 2014 | En cours  | Michel Guignaudeau | DVG            | Conseiller général (2011-2015)                    |

### Politique environnementale
Dans son palmarès 2016, le Conseil National des Villes et Villages Fleuris de France a attribué deux fleurs à la commune au Concours des villes et villages fleuris.

### Jumelages
- Hungerford (Berkshire) (Royaume-Uni) depuis 1980[28].
- Cantalejo (Espagne)
- Nentershausen (Allemagne)

## Population et société

### Démographie
L'évolution du nombre d'habitants est connue à travers les recensements de la population effectués dans la commune depuis 1793. Pour les communes de moins de 10 000 habitants, une enquête de recensement portant sur toute la population est réalisée tous les cinq ans, les populations de référence des années intermédiaires étant quant à elles estimées par interpolation ou extrapolation. Pour la commune, le premier recensement exhaustif entrant dans le cadre du nouveau dispositif a été réalisé en 2004.

En 2022, la commune comptait 2 113 habitants, en évolution de −3,95 % par rapport à 2016 (Indre-et-Loire : +1,67 %, France hors Mayotte : +2,11 %).
| 1793  | 1800  | 1806  | 1821  | 1831  | 1836  | 1841  | 1846  | 1851  |
| ----- | ----- | ----- | ----- | ----- | ----- | ----- | ----- | ----- |
| 1 660 | 1 962 | 1 466 | 1 751 | 1 767 | 1 887 | 1 929 | 1 944 | 2 044 |

| 1856  | 1861  | 1866  | 1872  | 1876  | 1881  | 1886  | 1891  | 1896  |
| ----- | ----- | ----- | ----- | ----- | ----- | ----- | ----- | ----- |
| 1 942 | 1 999 | 2 058 | 2 014 | 2 142 | 2 048 | 2 048 | 2 192 | 2 119 |

| 1901  | 1906  | 1911  | 1921  | 1926  | 1931  | 1936  | 1946  | 1954  |
| ----- | ----- | ----- | ----- | ----- | ----- | ----- | ----- | ----- |
| 2 083 | 2 194 | 2 179 | 1 981 | 1 988 | 2 017 | 2 028 | 2 117 | 2 023 |

| 1962  | 1968  | 1975  | 1982  | 1990  | 1999  | 2004  | 2006  | 2009  |
| ----- | ----- | ----- | ----- | ----- | ----- | ----- | ----- | ----- |
| 2 110 | 2 245 | 2 379 | 2 413 | 2 201 | 2 166 | 2 180 | 2 155 | 2 212 |

| 2014  | 2019  | 2022  | - | - | - | - | - | - |
| ----- | ----- | ----- | - | - | - | - | - | - |
| 2 237 | 2 130 | 2 113 | - | - | - | - | - | - |

### Enseignement
Ligueil se situe dans l'Académie d'Orléans-Tours (Zone B) et dans la circonscription de Loches.
La commune compte trois établissements scolaires : une école maternelle et une école élémentaire publiques, un collège public.

### Présence particulière
Maison d'accueil pour femmes enceintes en situation précaire ouverte en 1993 et gérée par l'association Magnificat.

### Manifestations culturelles et festivités
- Fin septembre : la Fête du lait.
- 3e dimanche de mai : concert de l'Entente Musicale du Sud-Lochois Betz-le Château/Saint-Flovier/Ligueil.
- Ligueil accueille tous les 6 ans le comice agricole de l'arrondissement de Loches.
- Festival "les Percufolies" (rendant hommage à Albert Bergerault, musicien et inventeur).

## Culture locale et patrimoine

### Lieux et monuments
- Église Saint-Martin fondée au XIIe siècle. De l'édifice primitif, il ne reste que des vestiges. Le chœur reconstruit au XIIIe siècle et repris au XVe siècle. Le maître-autel avec tabernacle décoré et retable classé date du XVIIe siècle.
- La seigneurie qui sert de mairie depuis 1921, est un ensemble de bâtiments du XVIIe siècle. La place de la mairie a été rénovée en 2007. À quelques pas se trouve la chancellerie du XVIIIe siècle.
- Moulin d'Edmaine du XIXe siècle.
- Vieux logis de Péagu du XVe siècle.
- Château de la Tourmelière du XVIIe siècle.
- Château d'Epigny du XVIIIe siècle.
- Chapelle Notre-Dame-de- Anges du XIXe siècle.
- Lavoir en bois découpé sur la rivière l'Esves à l'entrée de l'hospice.
- Hospice de la fin du XIXe siècle, maintenant Établissement d'hébergement pour personnes âgées dépendantes (E.H.P.A.D)[33].

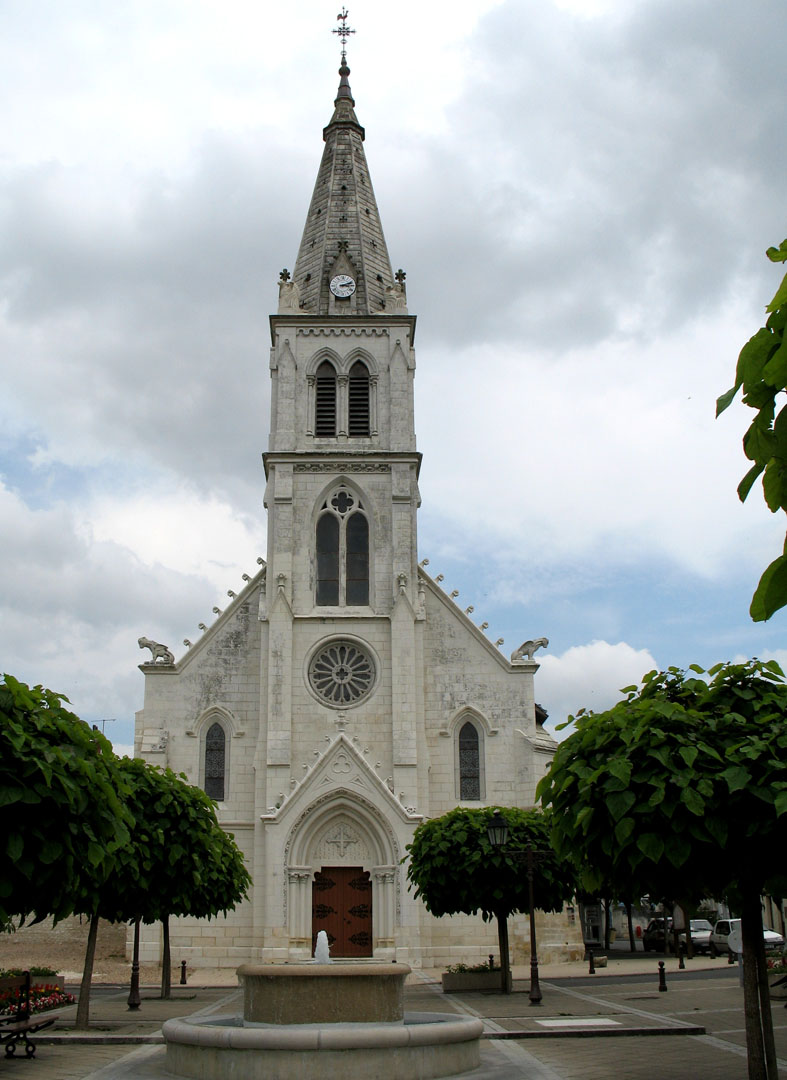
Église Saint-Martin.
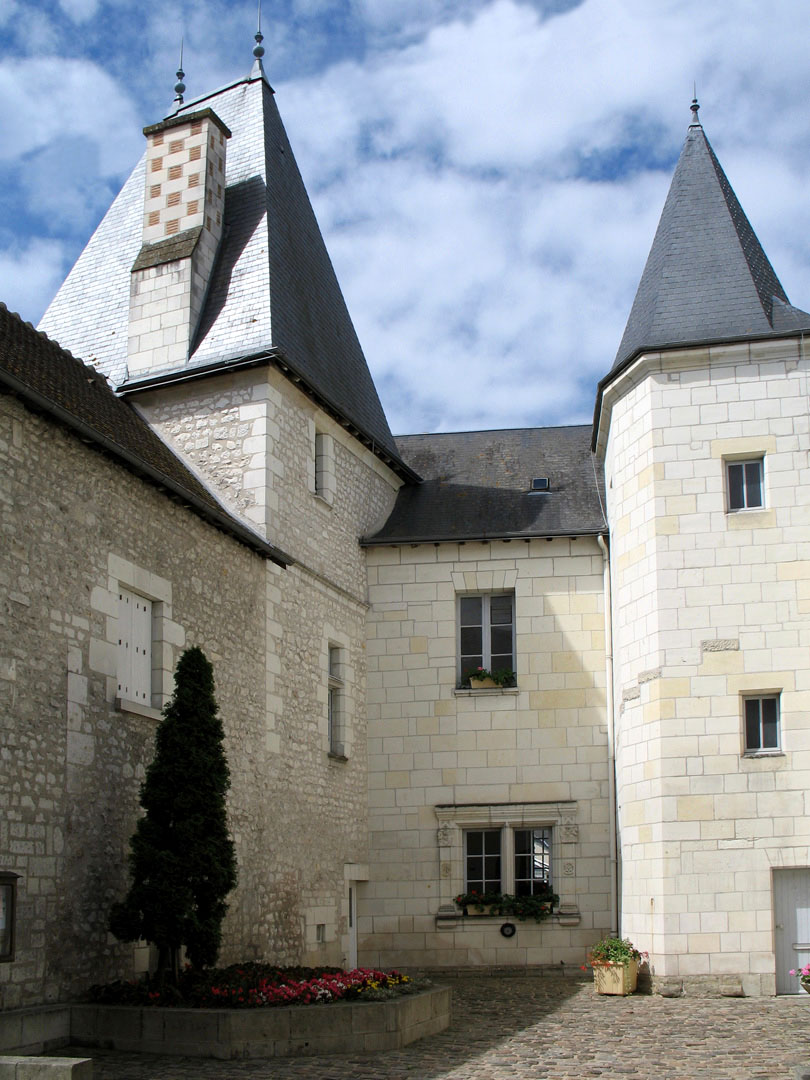
Chancellerie.
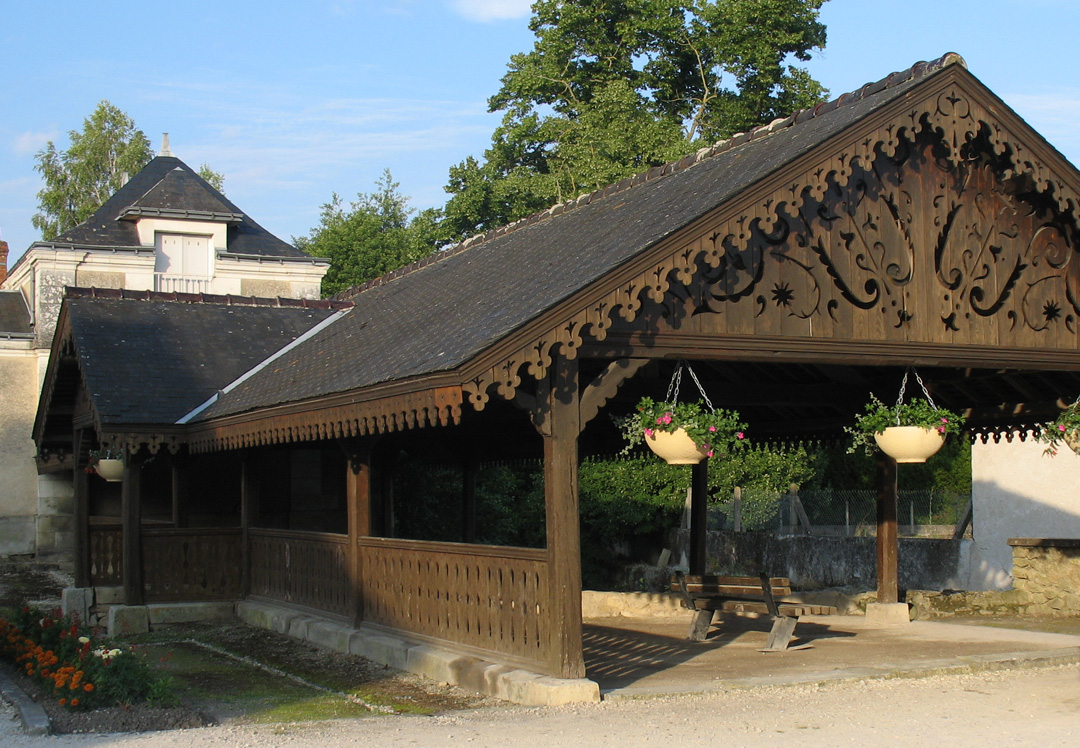
Lavoir en bois.
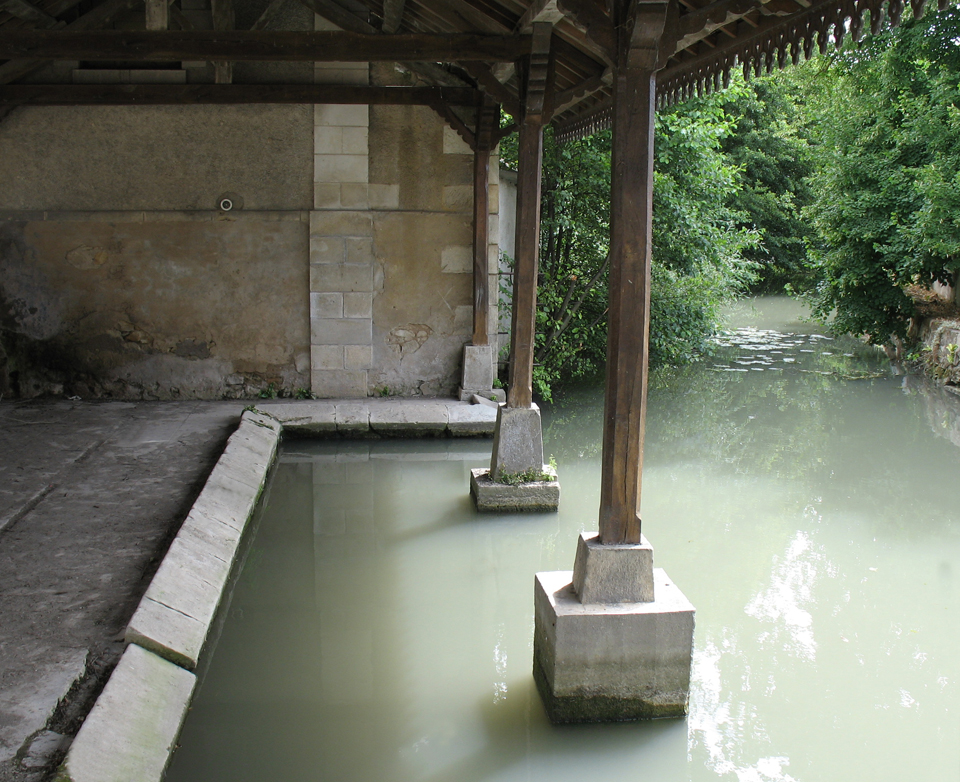
Lavoir en bois.
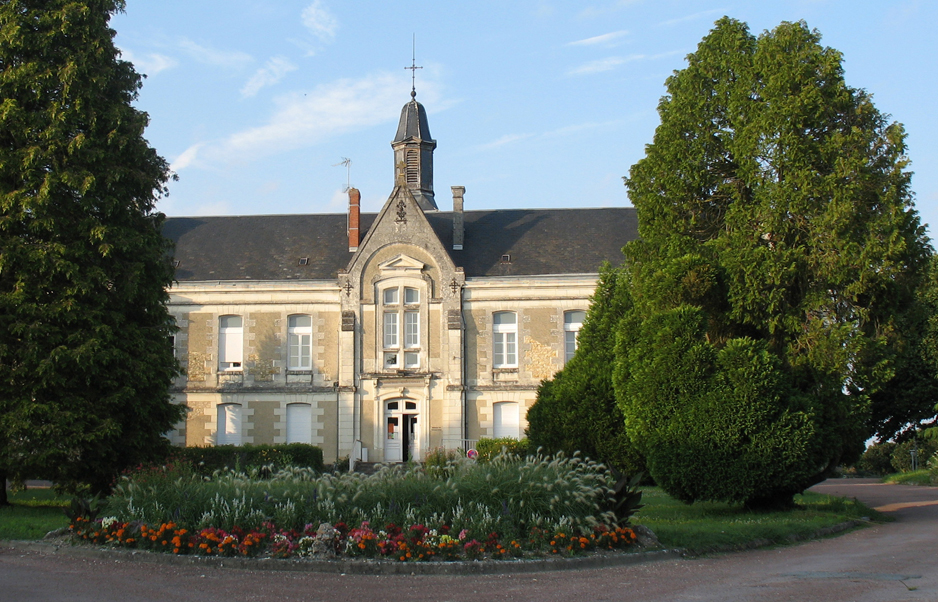
Hospice de Ligueil.
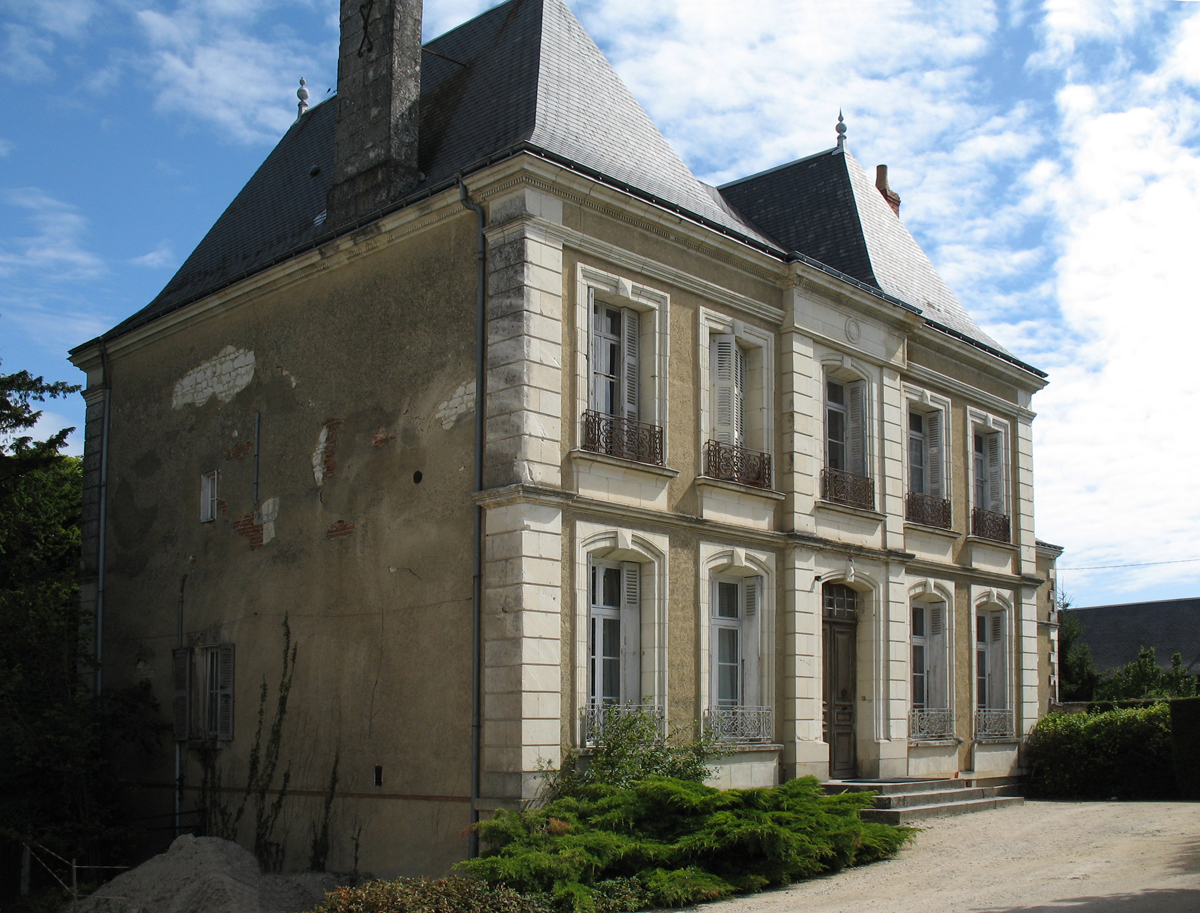
Une demeure à Ligueil.
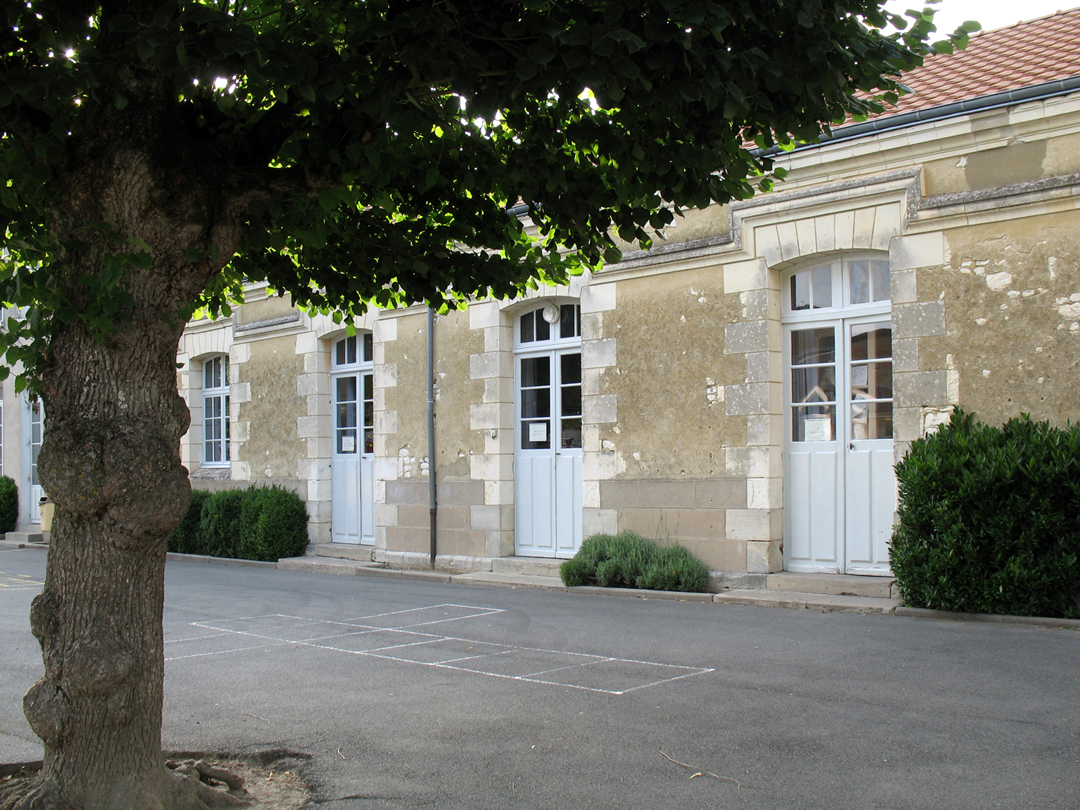
École de Ligueil (avant sa restauration).
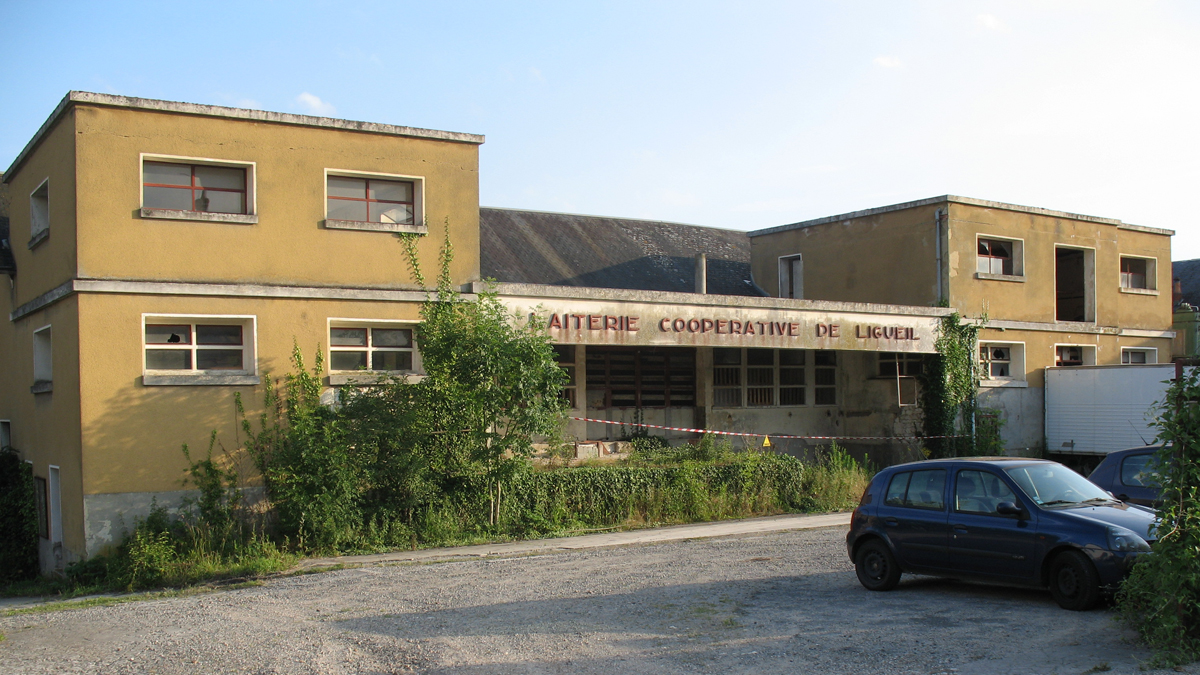
Ancienne laiterie coopérative de Ligueil.

### Personnalités liées à la commune
- Euphrasie Coursault (1827-1921), lauréate du prix Montyon ;
- Jacques-Marie Rougé (1873-1956), écrivain et historien né à Ligueil ;
- Albert Bergerault (1907-1989), musicien, inventeur et fondateur à Ligueil, où il est mort, d'une entreprise fabriquant des instruments de musique. Une rue de Ligueil porte son nom.
- François Bonnemain (1942-2022), conseiller municipal de la commune de 2014 à 2020.

### Héraldique
| Blason de Ligueil | Les armes de Ligueil se blasonnent ainsi : D'azur à un œil d'argent à la pupille de sable. |